# 405 Thia
405 Thia eller 1895 BZ är en stor asteroid i huvudbältet, som upptäcktes 23 juli 1895 av den franske astronomen Auguste Charlois. Den har fått sitt namn efter den grekiska gudinnan Theia.
Asteroiden har en diameter på ungefär 108 kilometer.